# Lestrimelitta tropica
A espécie Lestrimelitta tropica é uma espécie de abelha nativa cleptobiótica  descrita em Marchi & Melo 2006, "Revisão taxonômica das espécies brasileiras de abelhas do gênero Lestrimelitta Friese (Hymenoptera, Apidae, Meliponina)"
Segue abaixo uma diagnose da espécie:
"Cabeça com cerdas eretas no vértice; lobos pronotais e bordo anterior das tégulas com cerdas eretas longas; mesoscuto cerdoso e, assim como em L. sulina sp. nov., as cerdas do mesoscuto e escutelo são esbranquiçadas na ponta, porém mais curtas e esparsas, além de outros caracteres que as diferem como a pilosidade ramificada e densa nos flancos do propódeo, os mesepisternos com cerdas eretas apenas na parte ventral e metassoma com cerdas apenas nas laterais de T5 e em T6. Nos machos, o metassoma apresenta cerdas apenas nas laterais de T5, laterais e bordo posterior de T6 e em T7, diferindo do macho de L. sulina sp. nov. pelas laterais dos mesepisternos, com cerdas eretas apenas na parte ventral e flancos do propódeo com pilosidade longa e ramificada, mas não tomentosa."